# Pseudorlaya pumila
Pseudorlaya pumila är en flockblommig växtart som först beskrevs av Carl von Linné, och fick sitt nu gällande namn av Loreto Grande. Pseudorlaya pumila ingår i släktet Pseudorlaya och familjen flockblommiga växter.

## Underarter
Arten delas in i följande underarter:
- P. p. breviaculeata
- P. p. breviaculeata
- P. p. microcarpa